# Mathias Fischer (Politiker)

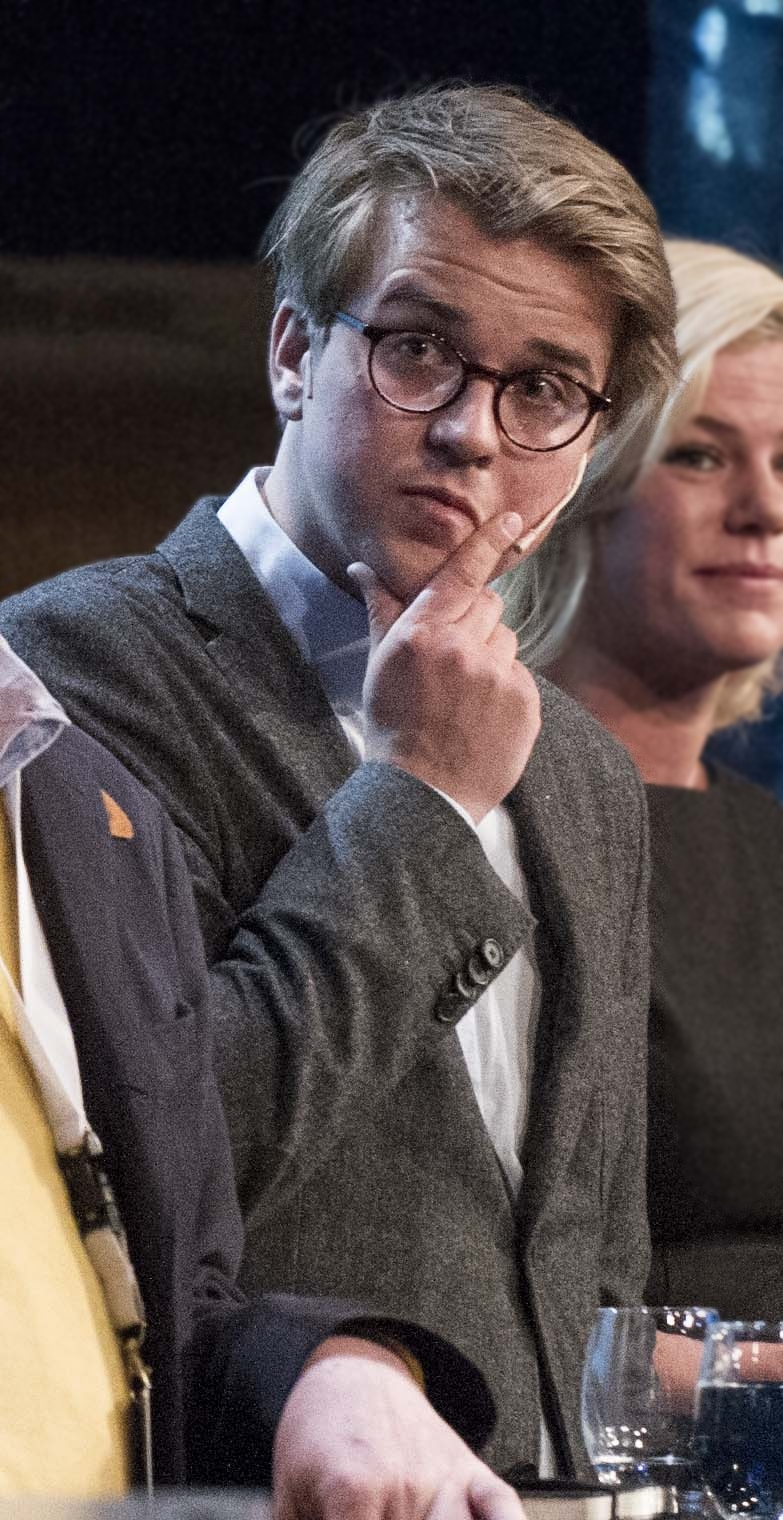
Mathias Fischer, 2014

Mathias Fischer (* 17. April 1993 in Bergen) ist ein norwegischer Journalist und Politiker der Venstre. Von Januar 2020 bis Oktober 2021 war er Staatssekretär im Klima- und Umweltministerium, dem Klima- og miljødepartementet.

## Leben
Fischer studierte Philosophie an der Universität Bergen. In den Jahren 2008 bis 2013 war er bei der Jugendorganisation Unge Venstre aktiv, unter anderem diente er als Vorsitzender des Verbands in der Stadt Bergen. Bei der Parlamentswahl 2013 trat er im Wahlkreis Hordaland als Kandidat für einen Sitz im norwegischen Nationalparlament Storting an. Er verpasste den Einzug und wurde sogenannter Vararepresentant, also Ersatzabgeordneter. Direkt nach der Wahl begann er bei der Bergener Zeitung Bergens Tidende (BT) zu arbeiten und Fischer trat deshalb aus der Venstre-Partei aus. Im Jahr 2014 stieg er in die Position eines politischen Kommentators bei der Zeitung auf.
Im Jahr 2017 veröffentlichte er das Buch Kors på halsen, eine unautorisierte Biografie über die FrP-Politikerin Sylvi Listhaug. Fischer ging im September 2018 von seiner Anstellung bei der Bergens Tidende über zum TV-Sender TV2, wo er erneut als politischer Kommentator fungierte. Im Oktober 2019 wechselte er von TV2 zur PR-Agentur TRY Råd, wo er als Berater tätig wurde.
Am 24. Januar 2020 wurde er im Rahmen einer Regierungsumbildung zum Staatssekretär unter dem neuen Klima- und Umweltminister Sveinung Rotevatn ernannt. Dabei wurde kritisiert, dass er in seiner Zeit als PR-Berater auch für das Windkraftunternehmen Norsk Vind tätig war. Hervorgehoben wurde zudem, dass er in seiner Zeit bei TV2 die Venstre-Vorsitzende Trine Skei Grande, die zum Zeitpunkt seiner Ernennung Mitglied der Regierung war, als größtes Problem der Partei bezeichnet hatte. Seine Amtszeit als Staatssekretär dauerte bis zum Abtritt der Regierung Solberg am 14. Oktober 2021 an.

## Werke
- 2017: Kors på halsen – sannheten om Sylvi Listhaug, Gyldendal